# Giovanni De Prà
Giovanni De Prà (né le 28 juin 1900 à Gênes et mort le 15 juin 1979 dans la même ville) est un footballeur italien des années 1920-1930.

## Biographie
En tant que gardien de but, Giovanni De Prà est international italien à 19 reprises (1924-1928) pour 29 buts encaissés.
Il participe aux Jeux olympiques de 1924. Titulaire dans tous les matchs (Espagne, Suisse et Luxembourg), l'Italie est éliminée en quarts de finale. Il participe ensuite aux Jeux olympiques de 1928, où il ne joue que le premier match, contre la France (4-3). Il remporte ainsi la médaille de bronze.
Giovanni De Prà joue toute sa carrière au Genoa CFC (renommé Genova 1893 en 1928), de 1919 à 1933. Il remporte deux Serie A (1923 et 1924).

## Clubs
- 1919-1933 :  Genoa CFC/Genova 1893

## Palmarès
- Jeux olympiques
  - Médaille de bronze en 1928
- Championnat d'Italie de football
  - Champion en 1923 et en 1924
  - Vice-champion en 1922, en 1928 et en 1930